# Guido Gay
Guido Gay (Pinerolo, 5 gennaio 1939) è un ingegnere, inventore, imprenditore ed esploratore italiano.

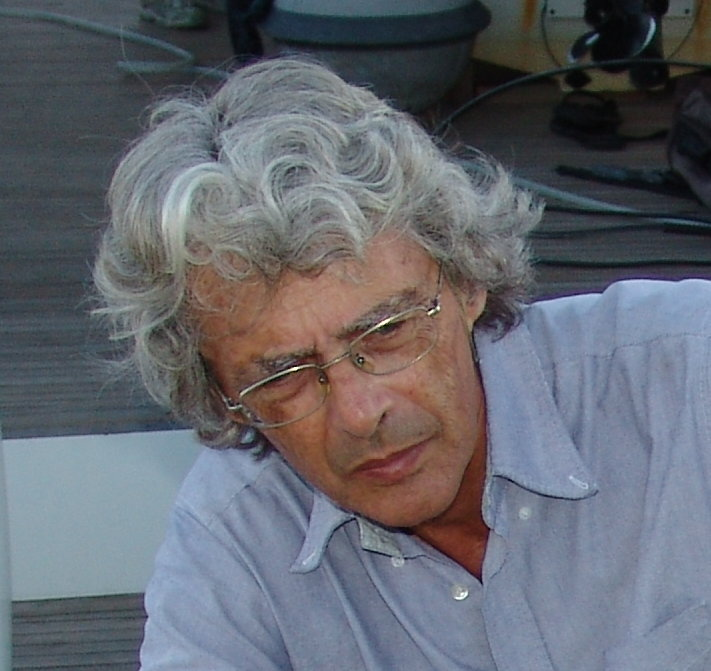
Guido Gay

Ha inventato e prodotto imprenditorialmente una nuova tipologia di ROV, robot teleguidati per l'esplorazione delle profondità marine e speciali tipi di sonar. Nel 1993 ha varato il catamarano Daedalus da lui progettato attrezzandolo per l'esplorazione sonar dei fondali e l'azionamento di ROV tramite un unico operatore. Nella sua attività di esplorazione marina ha rinvenuto importanti relitti moderni quali la nave SS Transylvania, affondata nel 1917, il cacciatorpediniere Vincenzo Gioberti, la corazzata Roma, il sommergibile Saracen e il piroscafo Francesco Crispi, tutti affondati nel 1943. Ha individuato, ispezionato e documentato oltre 40 nuovi siti archeologici sommersi risultanti dal naufragio di navi antiche. 
Nel 2012 ha ricevuto la medaglia d'argento al Merito di Marina.

## Le invenzioni e l'attività imprenditoriale

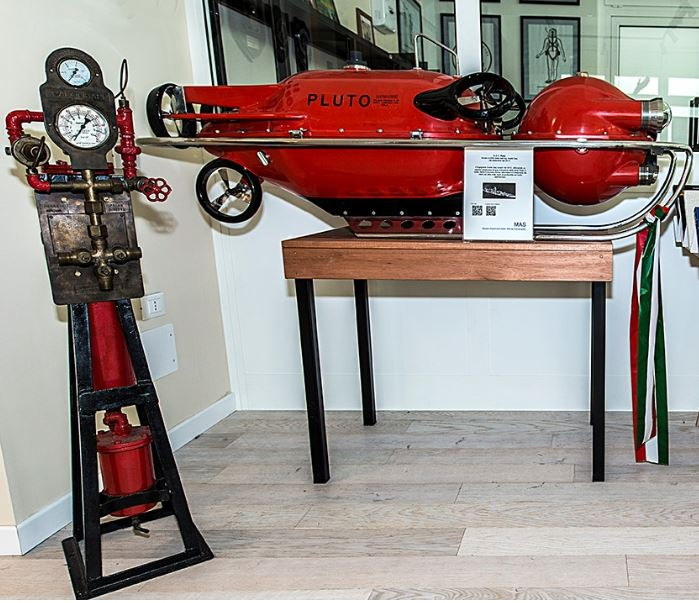
Il ROV sottomarino filoguidato a comando remoto tipo PLUTO, inventato e donato da Guido Gay a HDS Italia. È esposto al Museo Nazionale delle Attività Subacquee MAS a Marina di Ravenna

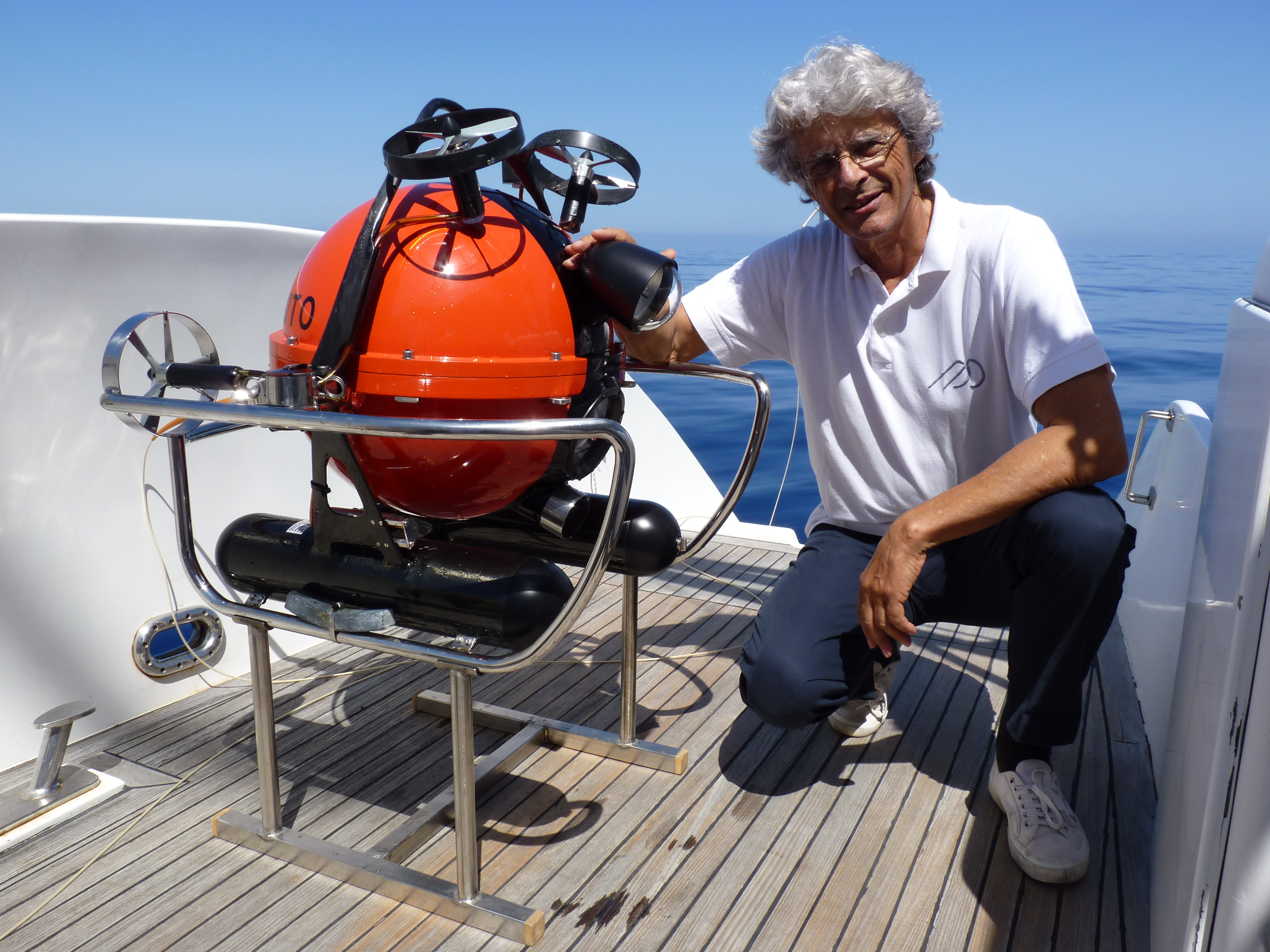
Il ROV Pluto Palla con Guido Gay a bordo del catamarano Daedalus

Guido Gay si laurea in ingegneria al Politecnico di Milano nel 1964. Nel 1968 è socio in una azienda che si occupa di strumentazione per misurazioni tecniche. Negli anni 1970 approda al settore delle tecnologie sonar per l'esplorazione dei fondali ad alta profondità. Quindi negli anni 1980 si applica alla invenzione e realizzazione, tramite l'azienda Gaymarine di Lomazzo, di una nuova tipologia di robot sottomarini filoguidati. I prototipi vengono testati nel lago di Como. Il primo modello realizzato denominato Filippo, viene sperimentato in mare in collaborazione con la Marina Militare Italiana a bordo della nave cacciamine Lerici, in quanto una delle principali destinazioni d'uso di questi ROV è l'attività di bonifica o contromina di mine e di ordigni sottomarini. 
La successiva generazione di robot sottomarini filoguidati ROV inventati da Guido Gay prende il nome di Pluto. Via via perfezionati e potenziati questi robot sono azionabili da un unico operatore da remoto tramite un cavo di ancoraggio e recupero, attraversato da una fibra ottica per la trasmissione dei dati. Sono dotati di batterie elettriche per l'alimentazione, apparati per la navigazione e propulsione sottomarina, di sonar per la ricerca di oggetti anomali sui fondali, di illuminazione e videofotocamere per le riprese e di un accessorio per il rilascio od il recupero di oggetti dal fondo del mare (modello Pluto Palla) o di un braccio meccanico (modello Multipluto) per l'effettuazione di lavorazioni meccaniche. Le versioni dei ROV della classe Pluto del 2022 possono raggiungere la profondità operativa sottomarina di 4 000 metri. I ROV inventati da Guido Gay sono stati adottati dalle marine militari di 18 diverse nazioni e da numerosi corpi di protezione civile che operano anche per via subacquea.

## Il catamaranoDaedalus

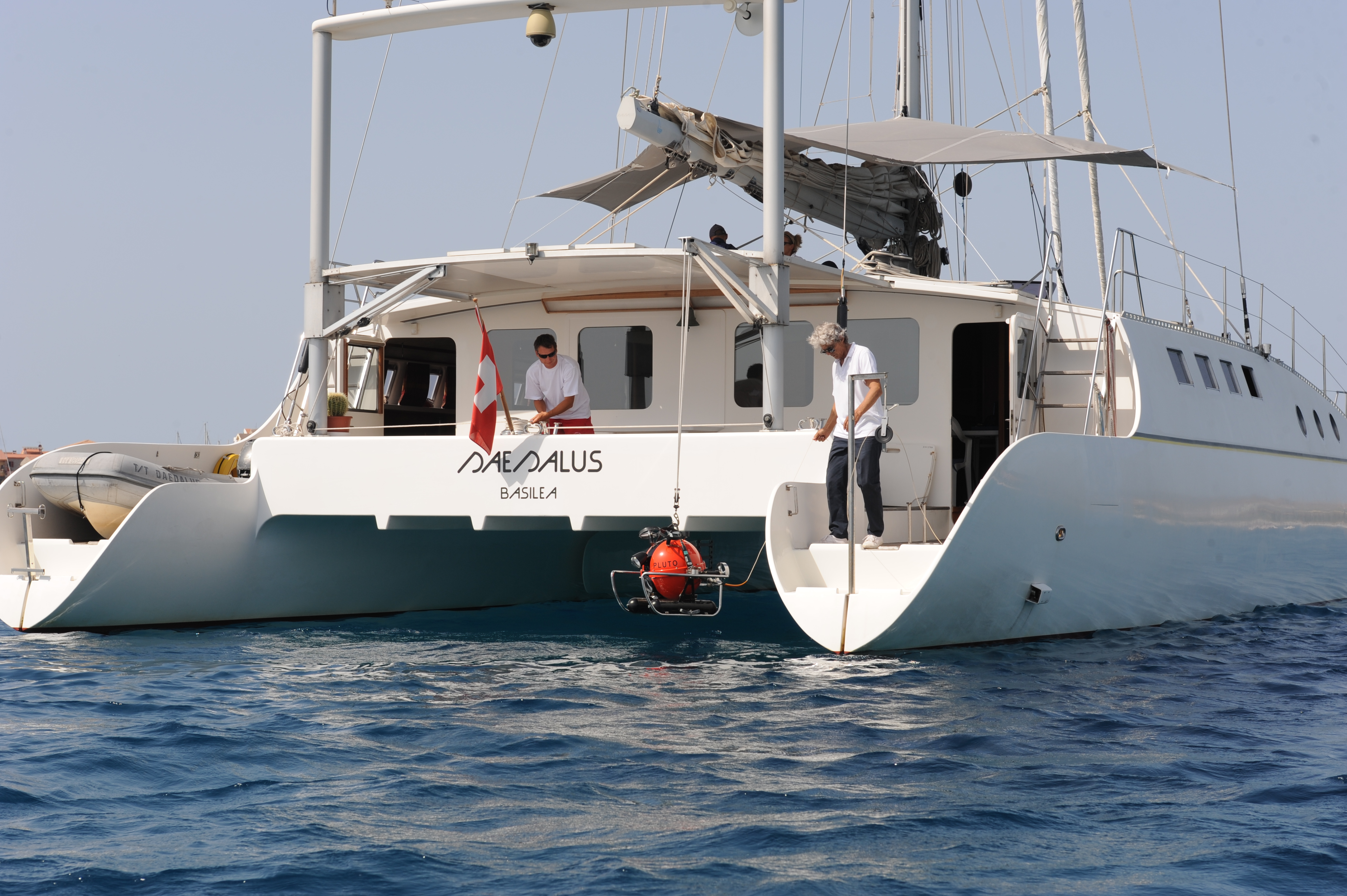
Il catamarano Daedalus

Negli anni 1990 Guido Gay iniziò la progettazione di un modello unico di catamarano marino a vela destinato alla esplorazione dei fondali marini e alla guida dei ROV di sua invenzione. Lo denominò Daedalus. La realizzazione si completò nel 1993 e la costruzione avvenne in terraferma. Varato nel fiume Po a Cremona, il catamarano di 21 metri venne trasportatato via fiume fino al mare a Chioggia dove venne montata l'alberatura di 28 metri di altezza. Il Daedalus è dotato di sonar di profondità a scansione laterale che consente la scansione di una fascia di fondale larga 1 km e fino a 1 500 metri di profondità. In navigazione il sistema sonar consente di saggiare anche di 200 km² di fondale al giorno. Il catamarano è dotato di un originale sistema di controllo automatizzato per il mantenimento della posizione in mare aperto sulla verticale dei punti di ricerca prestabiliti. Il sistema è denominato posizionamento dinamico. Il Daedalus è predisposto per la messa in acqua dei ROV Pluto Palla e Multipluto, azionabili da remoto da un unico operatore e dotato di strumentazione per la guida, ricerca sonar di profondità e rilevazioni video. Nella sua funzione di esplorazione il Daedalus durante la navigazione scansiona i fondali marini con il sonar. Alla comparsa di una anomalia sonar sul fondale, arresta la navigazione mantenendo con i suoi automatismi il punto di ricerca in superficie e immerge il ROV per l'ispezione della anomalia rilevata documentandone tramite immagini e video la natura. Con opportune manovre, il ROV può anche provvedere al recupero di oggetti dai fondali.

## L'esplorazione delle profondità marine
Dal 1993 Guido Gay con il Daedalus dotato di sonar e dei ROV Pluto esplora i fondali marini. Nella sua attività di esplorazione ha ritrovato importanti relitti della storia moderna e ha scoperto fortuitamente siti archeologici sottomarini costituiti dai relitti di antiche navi con i resti del loro carico.

### I ritrovamenti di relitti moderni

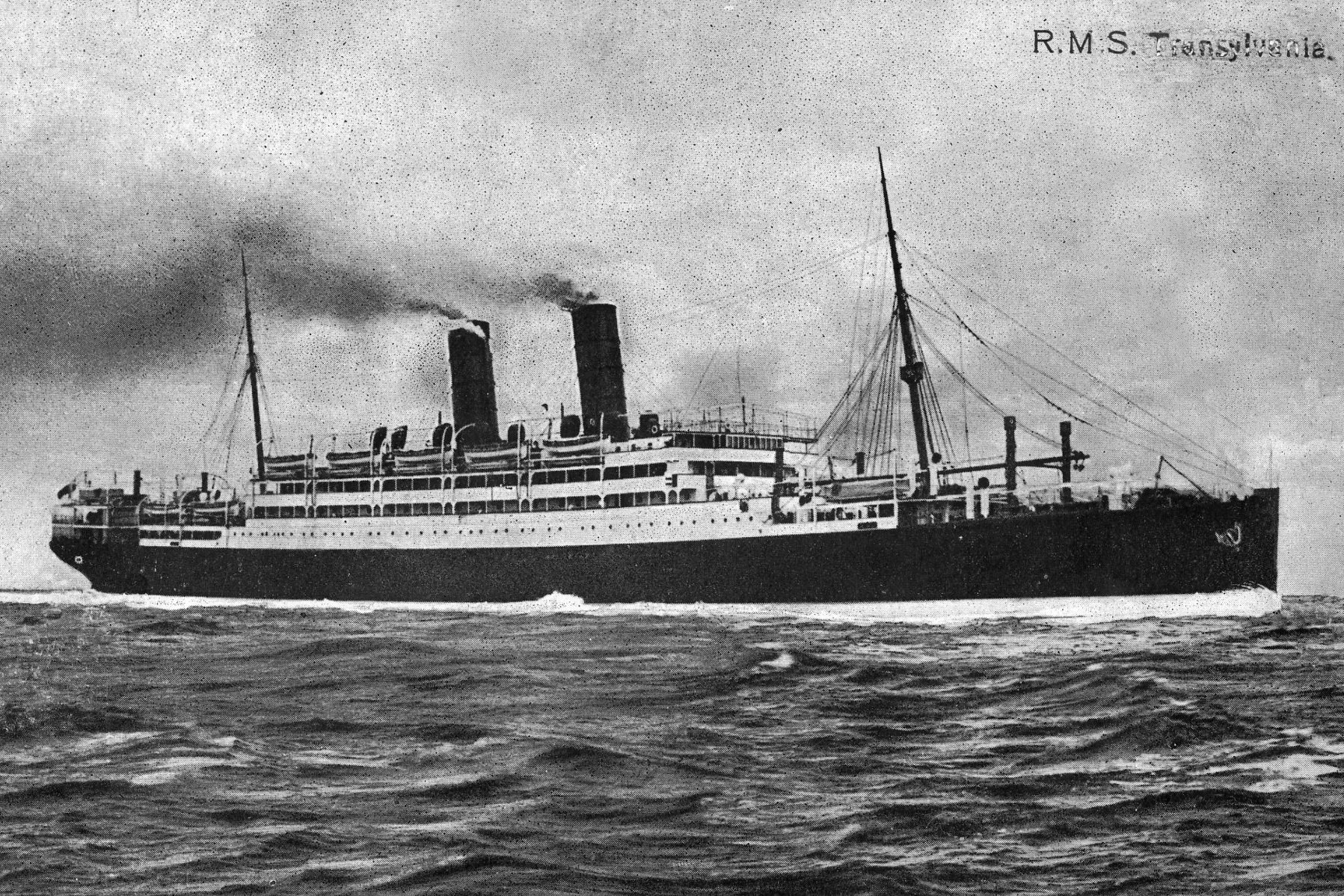
Il piroscafo Transylvania in navigazione

#### Il Transylvania
Il piroscafo SS Transylvania era una nave passeggeri costruita nel 1914 e requisita dalla Royal Navy come piroscafo per il trasporto truppe. Con a bordo circa 3 000 tra soldati, infermiere e membri dell'equipaggio. Il 4 maggio 1917 in navigazione da Marsiglia verso Alessandria D'Egitto venne silurata da un sottomarino tedesco tipo U-63 nei pressi delle coste liguri prospicienti a Bergeggi. Il salvataggio dei naufraghi, trascinati da una forte corrente, venne prestato dai cacciatorpediniere giapponesi di scorta, il Matsu e il Sakaki, da due caccia e due rimorchiatori italiani provenienti dal porto di Savona, da pescatori liguri accorsi da Finale Ligure, da Noli e di altre località limitrofe. L'affondamento della nave provocò 441 vittime, numerose delle quali sono sepolte nei cimiteri di Savona e dintorni.
Il relitto spezzato in due dal siluro e adagiato ad una profondità di 630 metri è stato ritrovato il 7 ottobre 2011 dai sommozzatori del Centro Carabinieri Subacquei di Genova coadiuvati dalla ditta Gaymarine di Lomazzo al largo di Bergeggi. Il ritrovamento fu consentito dalla collaborazione con pescatori, appassionati, subacquei e notizie provenienti dagli archivi tedeschi. Per l'occasione Guido Gay predispose un magnetometro in combinazione con il Pluto Palla.

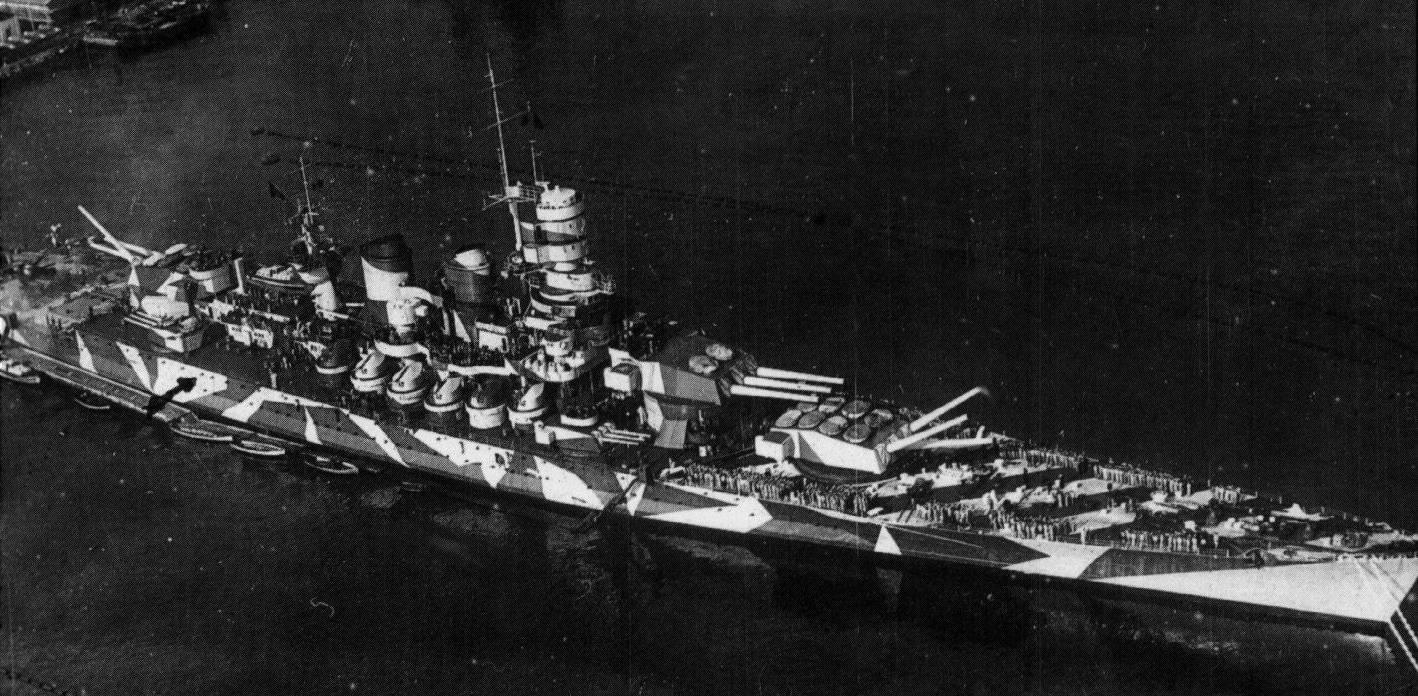
La Roma nel porto di La Spezia nel 1943

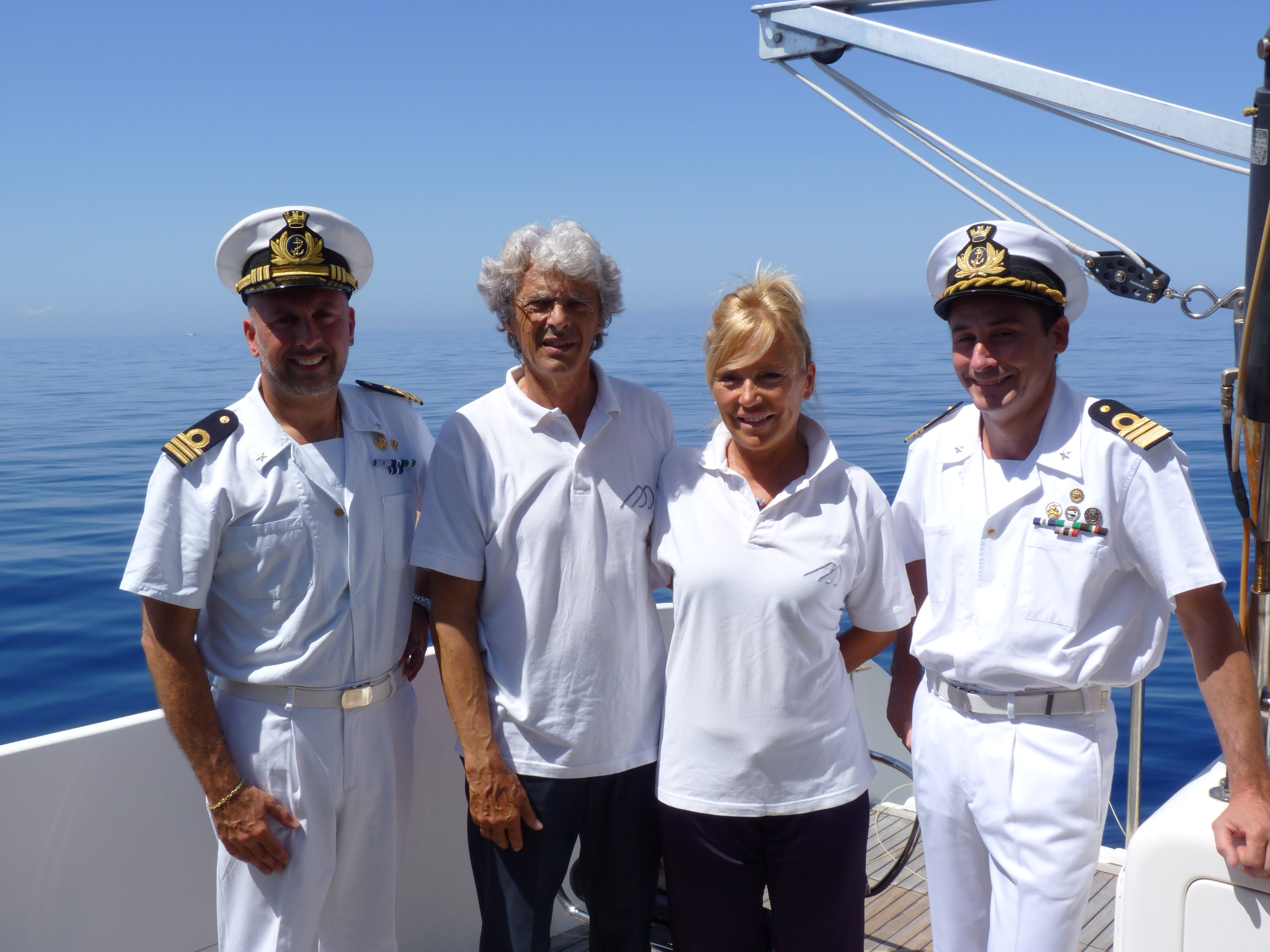
Certificazione ritrovamento corazzata Roma, presenti TV Alessandro Busonero, Guido Gay, Gabriella Covacci, CF Lamberto Lamberti nel 2012

#### La corazzataRoma
La nave corazzata Roma della classe Littorio fu l'ammiraglia della Regia Marina Militare Italiana. Si trattava di una unità navale modernissima e per molti aspetti innovativa al momento della sua consegna nel 1942, dotata di radar, di tre aeroplani (tra cui 2 Reggiane Re.2000) e di sistemi di puntamento innovativi per i 9 cannoni da 381/50. Il 9 settembre 1943 il convoglio di navi della Reale Marina Italiana, partito da La Spezia con la Roma, era in trasferimento verso La Maddalena, nel frattempo caduta in mano tedesca. Il Convoglio fu ridestinato verso Bona in Algeria per consegnarsi alle forze alleate come da ordini ricevuti in ottemperamento agli accordi di armistizio dell'8 settembre 1943. La Roma affondò dopo essere stata colpita da due bombe a razzo Ruhrstahl SD 1400 radiocomandate lanciate da bombardieri tedeschi. Nella deflagrazione e nel successivo affondamento perirono oltre 1 352 marinai italiani compresi l'ammiraglio di squadra Carlo Bergamini e il comandante della nave Adone Del Cima. 

I Cannoni 90-50 mod. 1939 della corazzata Roma che hanno consentito la prima identificazione del relitto

Il relitto della Roma fu a lungo cercato dalla Marina Militare Italiana, che lo considera un importante Sacrario del mare, e da altri operatori, in numerose spedizioni di esplorazione senza successo. Dopo diversi tentativi a partire dal 1998 e avvalendosi anche di testimonianze oculari che consentirono di circoscrivere il tratto di mare dove avvenne l'affondamento, Guido Gay a bordo del Daedalus, individuata una anomalia sonar nel canalone sottomarino di Castelsardo, dopo averla controllata con il Pluto Palla ha rinvenuto e fotografato il relitto della corazzata Roma, identificato alla prima ispezione tramite dei pezzi di artiglieria contraerea 90/50 in dotazione alla nave.
Il Riconoscimento ufficiale avvenne ad una successiva ispezione in presenza di ufficiali della Marina Militare che confermarono l'identificazione del relitto. La RAI ha realizzato diverse trasmissioni televisive dedicate a questo ritrovamentoe la Marina Militare Italiana ha pubblicato alcuni video della scoperta.
Per questo ritrovamento Guido Gay è stato decorato con la Medaglia d'Argento al Merito di Marina dal ministro protempore Giampaolo Di Paola a bordo della fregata Carlo Bergamini posizionata sulla verticale del relitto ritrovato della Roma.

#### La naveFrancesco Crispied il sommergibile HMSSaracen
Le due navi furono legate da tragici eventi bellici ed affondarono in momenti diversi a distanza di 10 miglia l'una dall'altra.

##### IlFrancesco Crispi
Costruita nel 1926 fu una nave mercantile riadattata al trasporto truppe e utilizzata dall'Esercito Italiano. 7 600 tonnellate di stazza lorda era alimentata da sei motori a turbina a vapore che azionavano due alberi di trasmissione e poteva fare 16 nodi. Il 19 aprile 1943 al largo della Punta Nera (Isola d'Elba) il Francesco Crispi, in navigazione in convoglio da Livorno a Bastia con altre unità navali, venne silurato dal Saracen. Aveva a bordo 1 300 soldati, la maggioranza dei quali Granatieri di Sardegna, che venivano trasportati in Corsica ancora occupata da truppe italiane. Nell'affondamento perirono 943 uomini.

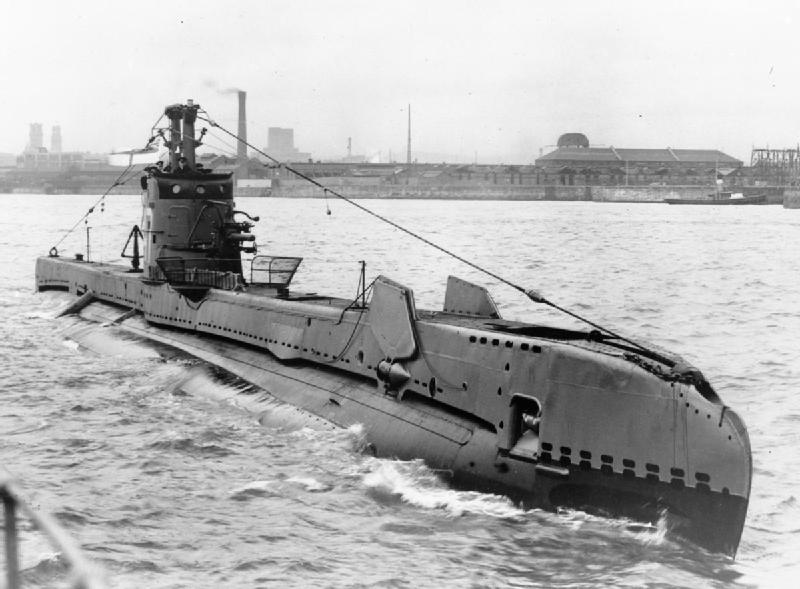
Il sommergibile HMS Saracen della Royal Navy

##### L'HMSSaracen
L'HMS Saracen Fu un sommergibile della Marina Reale Britannica varato nel 1942. Ebbe una intensa attività bellica con l'affondamento di numerose unità navali nemiche: il sottomarino tedesco U-335, il sottomarino italiano Granito, le navi Maria Angeletta, Provinciale II, Marsigliese V, Francesco Crispi, Tagliamento, Tripoli e il Tell. 
I tragici danni provocati dal Saracen nel Mediterraneo indussero la Marina Militare Italiana ad organizzare una caccia al sommergibile in difesa dei convogli marittimi con il coinvolgimento di due unità le corvette Minerva e Euterpe che scovarono e colpirono ripetutamente il Saracen con bombe di profondità. Il 14 agosto 1943, danneggiato irreparabilmente fu costretto a riemergere e fu auto affondato per non essere catturato. Nell'auto affondamento restarono vittime 2 marinai inglesi. La Minerva e l'Euterpe, salvarono quarantuno uomini dell'equipaggio del Saracen, che a Bastia furono consegnati alle autorità militari italiane.

##### I ritrovamenti
La Marina Reale Inglese incaricò la Francia di ricercare il relitto del Saracen che si supponeva essere su fondali all'interno delle acque francesi ma senza risultato. A partire dal maggio 2013, Guido Gay in collaborazione con il DRASSM, l'equivalente francese della sopraintendenza ai beni culturali italiana, compì 4 missioni di ricerca nelle zone dell'affondamento del Saracen prima e del Crispi poi. Il primo a essere ritrovato in acque francesi fu il Crispi. Successivamente fu rinvenuto il Saracen. A questi ritrovamenti il DRASSM ha dedicato due documentari, la RAI italiana altri servizi dedicati.

Il Gioberti in navigazione insieme ai cacciatorpediniere gemelli Oriani e Carducci

#### Il CacciatorpediniereVincenzo Gioberti
Varato nel 1936 fu uno dei quattro cacciatorpediniere della Regia Marina Italiana appartenenti alla classe Poeti. Dopo il gemello Alfredo Oriani, l'unico sopravvissuto agli eventi bellici, il cacciatorpediniere Vincenzo Gioberti fu una delle unità navali più impiegate dalla marina militare italiana nel secondo conflitto mondiale. Fu coinvolto in molte delle principali battaglie navali del Mediterraneo fino al 1943.
Il 9 agosto 1943 salpato da La Spezia, in scorta a due incrociatori leggeri diretti a Genova. Il convoglio fu attaccato al largo di punta Mesco dal sommergibile britannico Simoom, che lanciò quattro siluri due dei quali centrarono il Gioberti. Il cacciatorpediniere si spezzò in due: la poppa saltò in aria, la prua, spinta dall'abbrivio, proseguì per qualche decina di metri prima di sbandare sulla dritta ed affondare a sua volta, a circa cinque miglia per 210° da punta Mesco. I 171 superstiti del Gioberti furono recuperati da alcuni MAS e da altre unità partite da La Spezia.
Il Gioberti aveva svolto in tutto 216 missioni di guerra (12 con le forze navali, una di posa mine, una di caccia antisommergibile, 3 di bombardamento controcosta, 31 di trasporto, 60 di scorta convogli, 23 addestrative ed 85 di altro tipo), percorrendo complessivamente 74 071 miglia e trascorrendo 197 giorni ai lavori.
Il relitto del cacciatorpediniere Vincenzo Gioberti è stato individuato il 18 dicembre 2015 durante una apposita missione del Daedalus: la prua della nave giace coricata sul fianco destro alla profondità di 595 metri a sud di punta Mesco. La Marina Militare, unitamente all'ingegner Gayinvitato a bordo di Nave Gaeta, ha riconosciuto ufficialmente il relitto il 7 aprile 2016 impiegando i ROV tipo Pluto Palla e Multipluto in versione per utilizzo militare in dotazione alla nave.

### Le scoperte di relitti antichi
A partire dal 2002 nel corso della navigazione con sonar a scansione laterale attivo, Guido Gay, ha rilevato anomalie su fondali e crinali sottomarini. Alla ispezione con ROV molte di queste si sono rivelate essere i resti di naufragi di navi antiche il cui carico in parte ancora emerge dal fondo. La rilevazione videofotografica di questi giacimenti archeologici ha consentito di riconoscere il tipo di carco il più delle volte costituito di anfore la cui provenienza ed il tipo di contenuto è noto agli archeologi sottomarini individuando anche alcune rare tipologie. I siti archeologici presentano anche altri tipi di materiali, tegole e altri materiali per l'edilizia antica, suppellettili in terracotta, vasellame, ancore in piombo, minerali, metalli, marmi e pietre di pregio ed altro. La posizione dei relitti antichi ed il loro carico hanno consentito di tracciare o confermare le rotte delle antiche navi naufragate. La tipologia dei materiali ed in particolare delle anfore ha consentito di dare una prima datazione ai relitti antichi: dalla età repubblicana quarto secolo aventi Cristo fino al periodo tardo antico. Non mancano numerosi rinvenimenti databili ad altre epoche dalla medioevale a ai giorni nostri.
Ogni ritrovamento è stato segnalato alle autorità competenti per lo specifico tratto di mare. Sotto la direzione degli enti di ricerca autorizzati sono stati fatti anche dei prelievi di anfore e altri oggetti antichi, dai fondali per motivi di studio.
Un importante rilievo denunciato da Guido Gay alle autorità competenti riguarda lo stato di danneggiamento della maggior parte dei siti archeologici sottomarini provocato dalla pesca a strascico. Il passaggio delle reti sul fondale con lo scopo di catturare crostacei e pesci da fondo danneggia le anfore e scompagina i carichi. La raccomandazione dell'esploratore è stata quella di segnalare agli operatori le esatte posizioni di questi siti archeologici sia per prevenire ulteriori danneggiamenti sia per monitorare eventuali tentativi di saccheggio dei beni culturali presenti sui fondale.
Fino al 2021 Guido Gay ha rinvenuto e segnalato 43 siti archeologici sottomarini denominati con la sigla Daedalus da 1 a 43. Di ciascuno ha reso disponibile una descrizione e documentazione videofotografica.

### Le osservazioni di biologia marina
Sia nelle indagini su relitti antichi e moderni, che in altri studi dedicati non sono mancati interessanti documentazioni del contesto biologico sottomarino. In alcune occasioni nell'ambito di specifici progetti di studio.

## Opere
Ugo Gerini, Corazzata Roma : una storia per immagini; prefazione di Vittorio Emanuele di Savoia; consulenza storica e fotografica di Fulvio Petronio; immagini subacquee di Guido Gay e Guido Gay-Navigea Inc, San Dorligo della Valle, 2017, ISBN 978-88-96940-98-3

## Onorificenze e riconoscimenti
1985 Tridente d'Oro della Accademia Internazionale di Scienze e Tecniche Subacquee
2012 Medaglia d'argento al Merito di Marina
2013 Premio Internazionale Artiglio
2015 Vessillo della Libera Provincia dell’Istria
2016 Premio Atlantide
2016 Premio “Una vita dedicata al mare” Istituzione dei Cavalieri di Santo Stefano
2017 Medaglia bronzea del Comune di Trieste
2018 Membro onorario dell'Accademia di marina dei Cavalieri di Santo Stefano